# Arlette Franco
Arlette Franco, nascuda a Perpinyà l'1 d'octubre del 1939 i morta a Canet de Rosselló el 31 de març del 2010, fou una política nord-catalana. S'inicià en política com a regidora de l'ajuntament de Canet de Rosselló (1971-1977). Després fou adjunta al batlle (1977-1989) i batllessa des del 1989.
A les eleccions regionals franceses de 1992 i 1998 fou escollida diputada del Consell Regional del Llenguadoc-Rosselló, del qual fou vicepresident del 1992 al 1998. Fou escollida diputada de la Unió pel Moviment Popular per la segona circumscripció dels Pirineus Orientals a les eleccions legislatives franceses de 2002, i en fou reescollida a les eleccions de 2007 amb el 63,88% dels vots emesos.
En 2008 fou operada d'un tumor cerebral, però les seqüeles la deixaren disminuïda. Va morir el 31 de març del 2010 a Canet de Rosselló a conseqüència de la malaltia. Fou substituïda a l'Assemblea Nacional pel seu suplent, Fernand Siré.
El Centre de Natació de Canet de Rosselló, amb dues piscines olímpiques, porta el seu nom.

## Mandats
Consellera municipal
- 22/03/1971 - 20/03/1977: consellera municipal de Canet de Rosselló
- 21/03/1977 - 13/03/1983: adjunta de Jacques Coupet, batlle de Canet de Rosselló
- 14/03/1983 - 19/03/1989: adjunta de Jacques Coupet, batlle de Canet de Rosselló
- 20/03/1989 - 18/06/1995: batllessa de Canet de Rosselló
- 19/06/1995 - 18/03/2001: batllessa de Canet de Rosselló
- 19/03/2001 - 16/03/2008: batllessa de Canet de Rosselló
- 17/03/2008 - 31/03/2010: batllessa de Canet de Rosselló

Consellera regional
- 23/03/1992 - 15/03/1998: vicepresident del Consell regional del Llenguadoc-Rosselló
- 16/03/1998 - 12/07/2002: membre del Consell regional del Llenguadoc-Rosselló

Diputada
- 19/06/2002 - 19/06/2007: diputada
- 20/06/2007 - 31/03/2010: diputada